# Unecha
Unecha (ruso: Уне́ча) es una ciudad de Rusia, capital del raión homónimo en la óblast de Briansk.
En 2021, la ciudad tenía una población de 24 738 habitantes, de los que 24 274 vivían en la propia ciudad y el resto repartidos en seis pedanías.
Se ubica unos 25 km al este de Klintsý, a medio camino entre Briansk y Gómel sobre la carretera A240. Por la ciudad pasa el río Unecha, afluente del río Íput.

## Historia
El asentamiento fue fundado en 1887 como un poblado ferroviario, al abrirse aquí una estación del ferrocarril de Briansk a Gómel, en lo que hasta entonces era un terreno rústico en el uyezd de Mglin de la gobernación de Chernígov. En 1899, Nicolás II ordenó ampliar notablemente la estación. En la década de 1910, el poblado ya superaba los dos mil habitantes. En 1929, la localidad pasó a albergar un cruce ferroviario, al pasar por aquí la línea de ferrocarril de Járkiv a Orsha. En 1940, la Unión Soviética le dio el título de ciudad. En la segunda mitad del siglo XX fue un importante núcleo industrial, que llegó a superar los treinta mil habitantes al finalizar el siglo.